# Abtei Lobbes

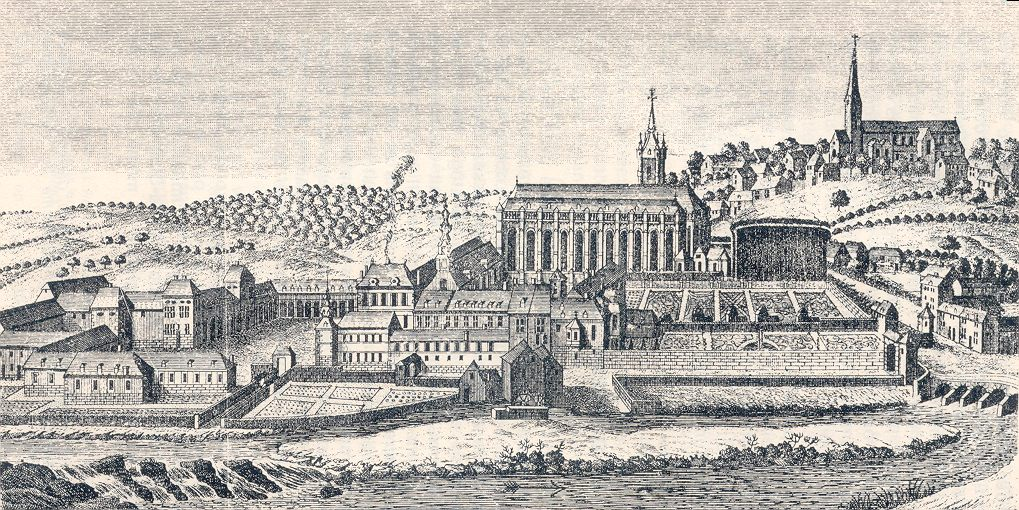
Benediktinerabtei Lobbes im 18. Jahrhundert, mit der Abteikirche Saint-Pierre im Zentrum und der Grabkirche Saint-Ursmar rechts im Hintergrund (Stich vor 1794)

Die Abtei Saint-Pierre de Lobbes (lat. Monasterium Laubias vel Laubacum; dt. Abtei Laubach) war eine Benediktinerabtei in Lobbes im belgischen Hennegau. Sie wurde um 660/670 von Landelin von Crespin gegründet und spielte im religiösen Leben des Bistums Lüttich eine herausragende Rolle. 1794 wurde sie von Revolutionären niedergebrannt.

## Geschichte
Der Überlieferung nach ließ sich um das Jahr 660 der Adlige und ehemalige Straßenräuber Landelin im heutigen Lobbes nieder und gründete dort mit der Zustimmung des zuständigen Bischofs Autbertus von Cambrai eine Eremitage mit einer zweifellos noch hölzernen Kapelle Saint-Pierre, um hier Reliquien des Apostels Petrus zu verehren, die er aus Rom mitgebracht hatte. Aus der Einsiedelei wurde eine monastische Gemeinschaft, die Landelin wieder verließ, um wenige Kilometer weiter erneut in der Einsamkeit an der Stelle niederzulassen, an der später die Abtei Aulne entstand.
Die Gemeinschaft in Lobbes wurde seinem Anhänger Ursmar († 713) anvertraut, der aus der Gruppe ein Kloster formte, dessen Mönche nach einer columbanisch-benediktinischen Mischregel lebten. Ursmar wurde deren Prior und später erster Abt und Klosterbischof, er gilt somit als tatsächlicher Gründer der Abtei Lobbes. Bei seiner Bestellung wirkten die Pippiniden bereits bestimmend mit, die Lobbes als regionalen Gegenpol zum Bischof von Cambrai aufbauen wollten. Im Jahr 697 wurde eine neue Kirche geweiht, die noch Landelin in Auftrag gegeben hatte, dann eine weitere auf einem nahegelegenen Hügel, die spätere Stiftskirche Saint-Ursmer de Lobbes, die als Grabkirche der Äbte dienen sollte, da in der Klosterkirche aufgrund der Petrus-Reliquien niemand bestattet werden durfte.
Die folgenden Äbte von Lobbes waren Ermin (711–737) und Abel († 764), deren Sarkophage sich in der Krypta der Stiftskirche Saint-Ursmer befinden. 751/754, also in der Zeit des Regierungsantritts Pippins des Jüngeren, wurde Lobbes zum königlichen Kloster und in der Folge unter dem Abt und letzten Klosterbischof von Lobbes, dem heiligen Theodulf († 776), auch zu einem intellektuellen Zentrum der Region, mit einer Bibliothek, deren Bestand Ende des 8. Jahrhunderts bereits 347 Bände umfasste. Die Mönche widmeten sich der Abfassung von Lebensbeschreibungen von Heiligen, darunter auch eine Vita Ermini, die von Abt Anson (776–800) stammt. Ein Skriptorium entstand und ein Atelier für Miniaturmalerei. Auf Wunsch von Karl dem Großen wurde dann in der Abtei die dazugehörende Ausbildungsstätte gegründet.
Eine erste Krise erlebte die Abtei, nachdem Hugbert, der Schwager König Lothars II., durch Usurpation im Jahr 864 Laienabt von Lobbes geworden war, und es ihm in kurzer Zeit gelang, die Abtei an den Rand des Ruins zu treiben. Mit seinem Abt Franco († 903), der seit 856 Bischof von Lüttich war und 881 das Amt in Lobbes übernahm, ging dann der Status als Königskloster verloren. Die Verknüpfung der Abtei mit dem Bistum (889 Übertragung des Abbatiats an den Bischof durch König Arnulf von Kärnten) wurde so eng, dass bis zum Bischof Ebrachar († 971) die Bischöfe auch gleichzeitig Äbte von Lobbes waren. Erst mit Aletran, den Ebrachar nach Lobbes geschickt hatte, erlangte die Abtei einen Teil ihrer Unabhängigkeit zurück. 973 im Abbatiat von Folcuin (965–990) gewährte Kaiser Otto II. dem Kloster Lobbes die Immunität. Die Jahre der Personalunion waren Teil der großen Zeit der Abtei Lobbes, die bis zum Ende des 11. Jahrhunderts andauerte. Als Äbte dieser zweiten Blütezeit des Klosters ragten nach Folcuin und Heriger noch der Reformer Richard von Saint-Vanne (1020–1032) und Hugo III. (1033–1053) hervor. Die Scholaster der Abtei waren damals begehrt: Thierry de Leernes († 1087) zum Beispiel lehrte in Stablo, Verdun, Mousson und Fulda, bevor er Abt in Saint-Hubert wird. Im Skriptorium entstand die Bibel von Lobbes (1084), die sich heute in Tournai befindet und zu der mit dem Mönch Goderan sogar der Kalligraph bekannt ist. Aus der bedeutenden theologischen Schule von Lobbes gingen zudem die hervorragenden Bischöfe Burchard von Worms und Wazzo von Lüttich sowie die Äbte Olbert von Gembloux und der schon genannte Thierry (Theodorich) von Saint-Hubert hervor.
Spätestens zu Beginn des 10. Jahrhunderts wurde eine neue Klosterkirche gebaut und 920 von Bischof Stephan von Lüttich (und Abt von Lobbes) geweiht. Abt Folcuin (965–990) fügte einen Kreuzgang an, er gründete beim Kloster ein Kanonikerkapitel in Notre-Dame (St-Ursmer), das von der Mönchsabtei abhängig war. Zudem kümmerte sich der Abt um die Wiederherstellung des Besitzes und förderte den Ausbau der Klosterbibliothek mit der berühmten Schreibstube. Folcuin ist auch der Autor der Chronik Gesta abbatum Laubiensum, die als glaubhafte Quelle zur Geschichte der Abtei angesehen wird. Sein Nachfolger, Abt Heriger (990–1007), ließ ein Oratorium bauen, das Benedikt von Nursia geweiht wurde. Der Reichtum der Abtei wurde so groß, dass 1036 wiederum eine neue Klosterkirche geweiht wurde, größer als ihre Vorgängerkirchen, die aber erst unter Abt Adélard (1053–1077) baulich abgeschlossen wurde.
Im Jahr 1127 folgte die Gründung eines von Lobbes anhängigen Tochterklosters, des Priorates in Moustier-en-Fagne. Ab 1130/31 hielt unter Abt Leonius (1131–1137) die Cluniazensische Reform Einzug in Lobbes, was nochmals zu einer monastisch-kulturellen Blütezeit führte. 1194 erhielt die Abtei die päpstliche Exemtion.
Seit der Wende zum 13. Jahrhundert verlor die Abtei allmählich an Bedeutung: Kurze Amtszeiten klosterfremder Äbte und Besitzverluste prägten die Zeit. Immerhin gelang im 13. Jahrhundert noch die Gründung des Tochterklosters Heigne und später des Priorates in Houdain im Artois. Aber erst den Äbten Wilhelm Cordier (1492–1523) und Wilhelm Caulier (1523–1550) gelang die Erneuerung des benediktinisch-monastischen Lebens durch die Hinwendung der Abtei zur Bursfelder Kongregation (um 1497). Nach einem Brand von Abteikirche und Kloster im Jahr 1546 konnte Abt Caulier in seiner Amtszeit das Kloster wiedererrichten und 1550 den Grundstein für eine neue, die vierte Klosterkirche legen. Unter der Leitung von Abt Dominique Capron (1550–1570) entstand das Bauwerk, das 1576 unter Abt Ermin François konsekriert werden konnte, jene Kirche, die auf den Abbildungen des 17. und 18. Jahrhunderts zu sehen ist. 1569 wurden Lobbes, die Abtei Saint-Vaast und eine Reihe weiterer Klöster der Region zur Benediktiner-Kongregation der exempten Abteien Flanderns zusammengefasst.
Die Kriege nach dem Ausbruch der Französischen Revolution wurden für Lobbes verheerend, die Klostergebäude 1794 niedergebrannt, die 43 Mönche unter dem im Jahr zuvor gewählten Abt Vulgise de Vigneron (1793–1796) verjagt, die Abteigebäude weitergehend zerstört, dabei ging auch die reiche Bibliothek verlustig. Die Benediktinerabtei Lobbes wurde 1796 offiziell aufgelöst, die Ruinen werden als Nationaleigentum verkauft, die Steine werden 1816–1817 zur Verstärkung der Mauern der Stadt Charleroi gebraucht.

## Erhaltene Gebäude
Der beiden Überreste der Abtei von einiger Bedeutung sind der Porte de Thudinie und La Portelette genannte Zugang zur Abtei von der Straße nach Binche, der zweifellos aus der Zeit des Abts Ursmer Rancelot († 1718) stammt, sowie die Grab- und ehemalige Kollegiatkirche Saint-Ursmer (aus dem 11. Jh., mit 71 Metern Länge und berühmter karolingischer Krypta), die als Pfarrkirche überlebte, und heute eine der ältesten Kirchen Belgiens ist. Einige kleine Gebäude wurden in den Bahnhof von Lobbes integriert.

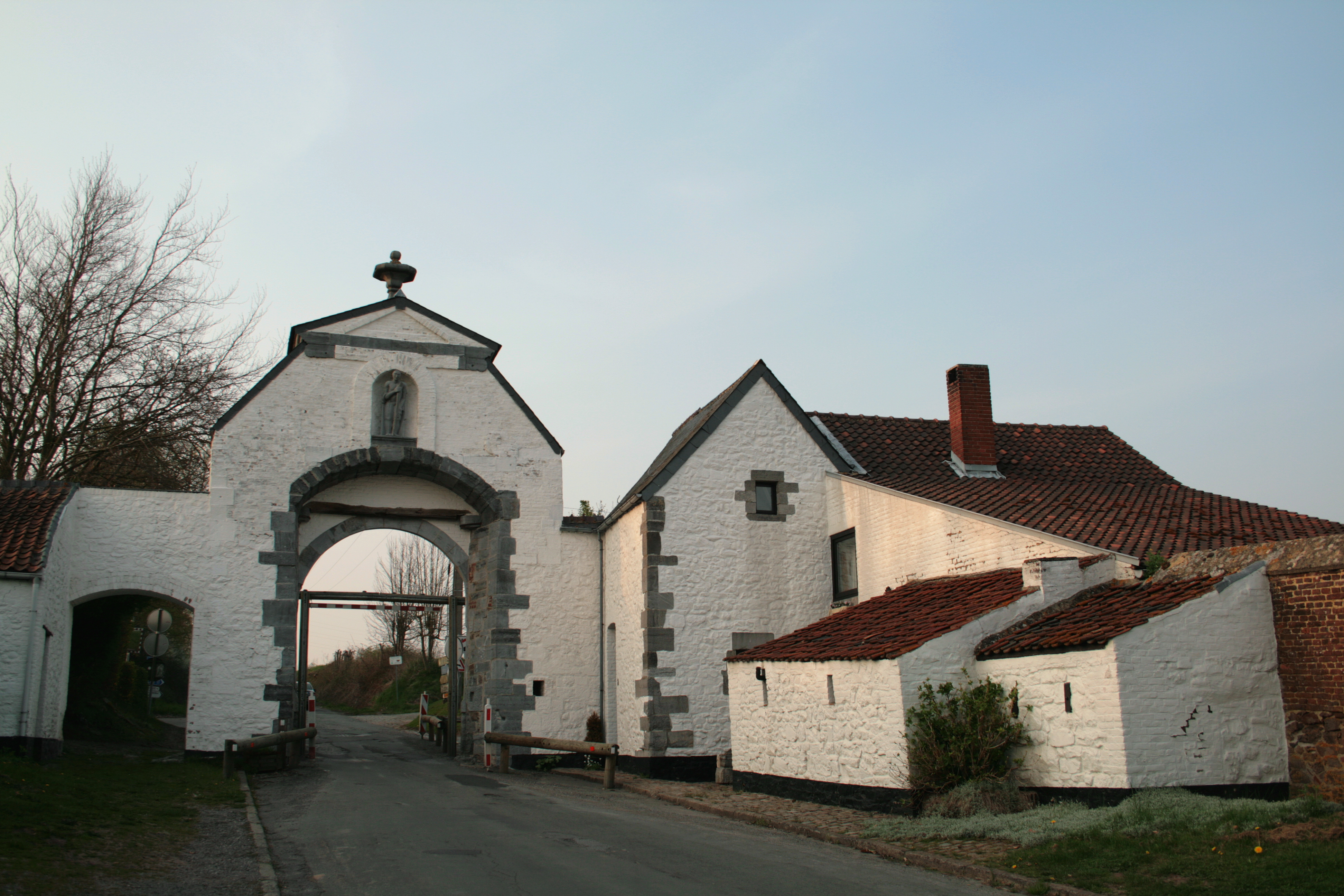
Eingang der Abtei
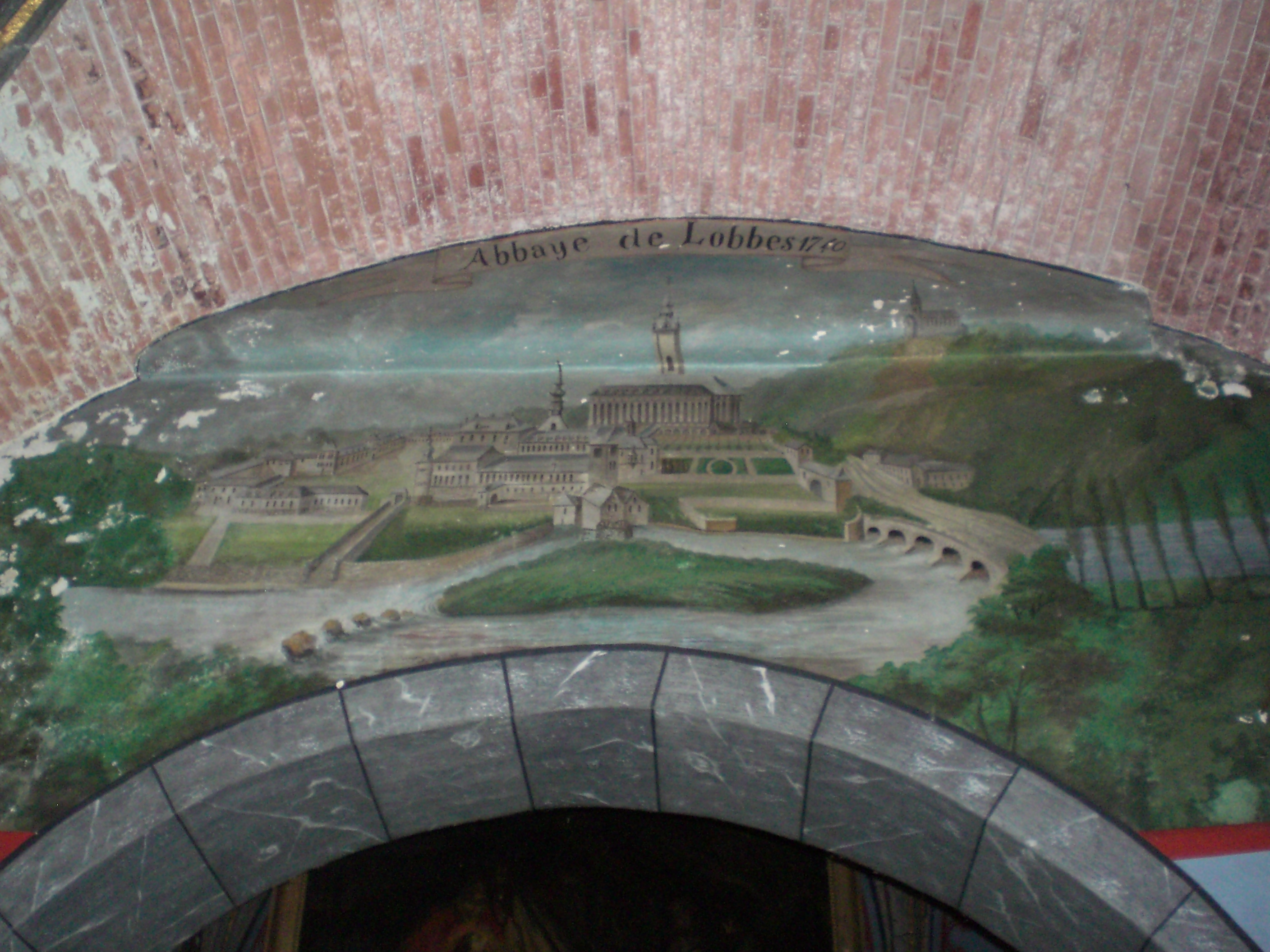
Gesamtanlage der Abtei Lobbes (vermutl. barocke Ansicht in Eppe-Sauvage, Nordfrankreich)
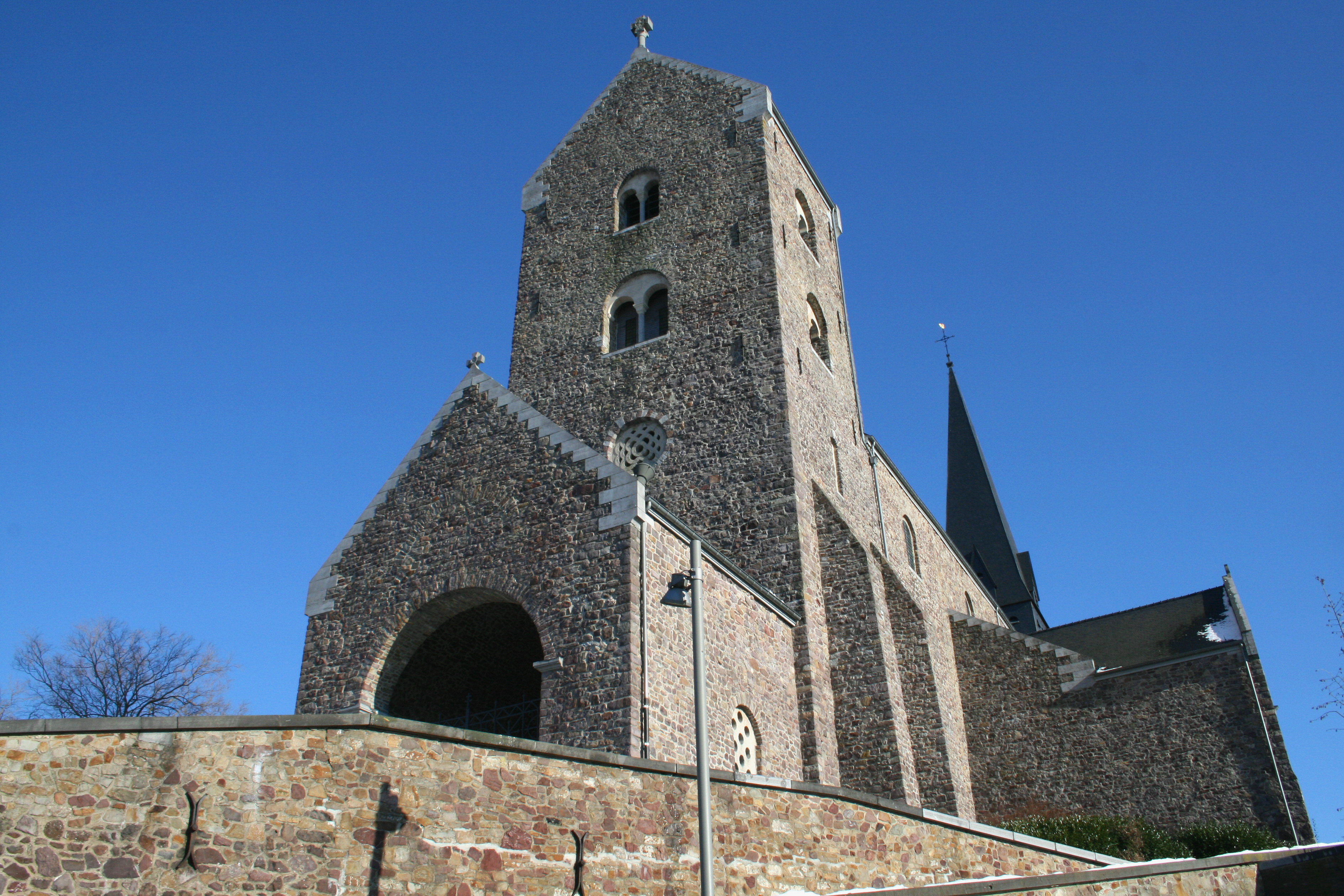
Saint-Ursmar

## Äbte
- Ursmar (um 680–713)
- Ermin (713–737)
- Abel († 764), ab 744 kurze Zeit Bischof von Reims
- Theodulf († 776)
- Anson († 800)
- Ramneric († wohl 823) (Karolinger)
- Fulrad, † 826, 823 Abt (Karolinger)
- Hugo, † 836
- Hugbert, († 864) Laienabt 864
- 864/881 mehrere Laienäbte
- Franco († 903), 856 Bischof von Lüttich, 881 Abt von Lobbes
- Stephan († 920), 903 Bischof von Lüttich
- Hilduin († 936), 920-1 Bischof von Lüttich, dann Bischof von Verona und Erzbischof von Mailand
- Richard († 945) aus der Familie der Matfriede, 921 Bischof von Lüttich
- Hugo II. († 947), 945 als Hugo I. Bischof von Lüttich
- Florebert II. († 953), 947 Bischof von Lüttich
- Rather († 974), 953–955 Bischof von Lüttich, auch Bischof von Verona
- Balderich I. († 959), 955 Bischof von Lüttich
- Ebrachar († 971), 959 Bischof von Lüttich
- Aletran, 960 von Ebrachar in Lobbes eingesetzt
- Folcuin (auch Folcwin), Abt 965–990 (Karolinger)
- Heriger († 1007) Abt 990–1007
- Richard II. von Saint-Vanne, Abt 1020–1032
- Hugo III., Abt 1033–1053
- Adélard, Abt 1053–1077
- Leonius (Leo), Abt 1132–1137, 1137 Abt von Saint-Bertin
- Wilhelm II. Cordier, Abt 1492–1523
- Wilhelm III. Caulier, Abt 1523–1550
- Dominique Capron, Abt 1550–1570
- Ermin François, Abt 1570–1598
- Augustin Jonneaux, Abt 1695–1707
- Ursmer Rancelot, Abt 1707–1718
- Vulgise de Vigneron, Abt 1793–1796 / † 1823 im Stift Breunau